# Camponotus ominosus
Camponotus ominosus é uma espécie de inseto do gênero Camponotus, pertencente à família Formicidae.